# Elsensee (Grünheide)
Der Elsensee ist ein 18 Hektar umfassendes Gewässer in Kagel, einem Ortsteil der brandenburgischen Gemeinde Grünheide im Landkreis Oder-Spree.
Dem Gewässer fließt das Lichtenower Mühlenfließ zu, das vor allem Wasser aus der Barnim-Hochfläche um Garzau-Garzin in den See einspeist. Der von Südwest nach Nordost langgestreckte Rinnensee ist Teil der vierteiligen Kageler Seenkette, die außer dem Mühlenfließ keine weiteren nennenswerten Zuflüsse hat und über die Löcknitz in die Spree entwässert. Wie die gesamte Seenkette, war der Elsensee im Mittelalter im Besitz des Klosters Zinna. Sein Name bezieht sich auf das niederdeutsche Wort Else für (Schwarz)-Erle.

## Lage und Geomorphologie

### Geografische Lage und Umgebung
Der Elsensee liegt östlich der Siedlung Kagel-Möllensee an der Landesstraße 232, die über Lichtenow nach Rehfelde führt und nördlich von Kagel die hier vereinten Bundesstraßen 1 und 5 kreuzt. Östlich folgt der über einen Graben mit dem Elsensee verbundene Baberowsee. Im Südwesten schließt sich nach der Ortslage Möllensee der gleichnamige Möllensee an, der das erste Glied der dreiteiligen Grünheider Seenkette bildet. Diese Seenkette hat keine Verbindung zum Elsensee beziehungsweise zur Kageler Seenkette und entwässert nach Südwesten in die Neue Löcknitz (Löcknitzkanal). Rund drei Viertel des Ufers nimmt eine Bungalowsiedlung (Datschen) ein. Unweit des Nordufers befindet sich die inzwischen geschlossene (Stand 2012) Jugendbildungs- und Erholungsstätte Kagel des Berliner Bezirksamts Mitte. Großräumig ist der See von Wald umgeben, der an einigen siedlungsfreien Stellen an das Ufer heranreicht. Nordöstlich folgt ein Moorgebiet, das sich bis zum Baberowsee erstreckt. An der Südspitze besteht eine Badewiese mit einem Strand.
| \| \|                                                 |
| Löcknitz-Stöbber-Rinne; Elsensee mit hellblauer Marke |
|                                                       |

### Topografie
Der Elsensee liegt auf einer Höhe von 38,7 Metern über Normalhöhennull. Seine Fläche wird in der Regel mit 18 Hektar angegeben, abweichende Angaben lauten 18,9 und 16,9 Hektar. Die mittlere Tiefe beträgt 2 Meter, die maximale Tiefe 3,5 Meter. Das Gewässer hat von Nordost nach Südwest eine Ausdehnung von rund 1400 und von Nord nach Süd von rund 580 Metern.

### Kageler Seenrinne
Das Gewässer ist der westlichste Teil der vom Unterlauf des Lichtenower Mühlenfließes durchströmten Kageler Seenkette aus (von Südwest nach Nordost) Elsensee → Baberowsee → Bauernsee → Liebenberger See, die über ihr nördlichstes Glied, den Liebenberger See, in die Löcknitz entwässert. Das Gefälle in der Gewässerkette ist äußerst gering. Lediglich vom Elsensee (37,7 m) zum Baberowsee (38,6 m) ergibt sich eine Differenz von 10 Zentimetern, die beiden folgenden Seen liegen gleichfalls auf einer Höhe von rund 38,6 Metern ü. NN. Die Löcknitz fließt östlich parallel zu den Seen und mündet im Berliner Urstromtal in die Spree. Die Löcknitz entsteht nördlich der Seenkette durch den Zusammenfluss des Stobberbachs mit dem Abfluss des Maxsees. Die Seenkette und das Löcknitztal gehören zu der Buckower Rinne (auch: Löcknitz-Stöbber-Rinne), einer glazialen Schmelzwasserrinne, die sich in den letzten beiden Phasen der Weichsel-Eiszeit zwischen dem von Toteis gefüllten Oderbruch und dem Berliner Urstromtal (heutiges Spreetal) herausgebildet hat und die Barnimplatte von der Lebuser Platte trennt. Diese rund 30 Kilometer lange und zwei bis sechs Kilometer breite Rinne entwässert vom Niedermoor- und Quellgebiet Rotes Luch über den Stöbber nach Nordosten zur Oder und über Stobberbach/Löcknitz nach Südwesten zur Spree.

### Lichtenower Mühlenfließ
Das Lichtenower Mühlenfließ (auch Zinndorfer Mühlenfließ, Zinndorfer Fließ, oder Garzower Mühlenfließ) mündet in den Elsensee am nordöstlichen Ufer und verlässt den See 300 m südöstlich dieser Mündung. Amtliche Karten wie die Digitale Topographische Karte 1:10.000 enthielt nur die Angabe Mühlenfließ ohne jeden Zusatz. Inzwischen wurde dieser Mangel behoben und die Seenkette wird dem Fließ mit zugerechnet. Der rund 17,3 Kilometer lange teils naturnahe, teils stark begradigte Bach entspringt im Naturschutzgebiet Ruhlsdorfer Bruch beziehungsweise im Ruhlsdorfer See auf der Gemarkung des zur Stadt Strausberg gehörigen Ruhlsdorf. Er entwässert die Barnim-Hochfläche um Garzau-Garzin – im Oberlauf durch eine Schmelzwasser-Nebenrinne – von Nord nach Südwest in den Elsensee und bildet den einzigen nennenswerten Zufluss der Kageler Seenkette. Bis zu seiner Mündung in die Löcknitz ist es deutlich länger als diese. Am Zusammenfluss trägt die Löcknitz einen größeren Abfluss bei als das Lichtenower Mühlenfließ. An der nächsthöheren Vereinigungsstelle, derjenigen mit dem Stöbberbach, ist dieser wasserreicher, aber die Löcknitz länger. Damit sind die aktuellen Definitionen wohlbegründet.
Das brandenburgische Landesamt für Umwelt, Gesundheit und Verbraucherschutz (LUGV) nennt in der Auflistung Pegel Oberflächengewässer im Betrieb des LUGV von 2012 den Pegel des Liebenberger Seeabflusses am Bundesleistungszentrum Kienbaum des Deutschen Olympischen Sportbundes (DOSB) Auslauf Liebenberger See/Lichtenower Mfl. Übereinstimmend wird der Liebenberger Seeabfluss in der Fachliteratur als dritte Löcknitz-„Quelle“ bezeichnet. Nach Driescher ergaben hydrologische Messungen im Jahresmittel 1979 bis 1994 folgende Beiträge der drei Löcknitz-„Quellen“ am Abfluss der Löcknitz bei Kienbaum´ (MQ):
- Mühlenfließ, Abfluss des Maxsees, Pegel Neue Mühle: 0,15 m³/s
- Stobberbach, Pegel Heidekrug: 0,17 m³/s
- Mühlenfließ, Pegel Abfluss Liebenberger See: 0,17 m³/s.[10]

Inwieweit die Abflussmenge des Liebenberger Sees dem Zufluss des Elsensees entspricht, ist nicht bekannt. Die Seenkette hat zwar keine weiteren nennenswerten Zuflüsse, aber möglicherweise Grundwassereinspeisungen.

## Flora und Fauna
In Teilen umzieht den Elsensee ein dichter Schilfgürtel. In dem Gebiet kommen die nach der Bundesartenschutzverordnung (BArtSchV) in Deutschland besonders geschützten Leberblümchen vor. Unter den Sumpf- und Wasserpflanzen stechen mehrjährige und  krautige Pfeilkräuter hervor. Auf moorigem Grund findet sich vereinzelt die Blume des Jahres 1992, der Rundblättrige Sonnentau, den die Rote Liste Brandenburgs als gefährdet einstuft. Der See ist Jagdrevier des Eisvogels, zweimal Vogel des Jahres in Deutschland und 2006 Vogel des Jahres in der Schweiz. Der Vogel ist gemäß § 10 Abs. 2 Nr. 5 und Nr. 11 BNatSchG eine in Deutschland streng geschützte Art.
Im See kommen die laut Roter Liste in Brandenburg zurückgehenden Aale, Zander und Welse vor. Soweit die Fischfauna in den miteinander verbundenen Seen identisch ist, ergeben sich gemäß Nachweisen von 2006 an der Fischtreppe zum Liebenberger See ferner folgende Vorkommen: Plötze, Blei, Hasel, Schleie, Kaulbarsch, Ukelei, Hecht, Güster, Döbel und Giebel.

## Geschichte

### Ersterwähnungen und Etymologie

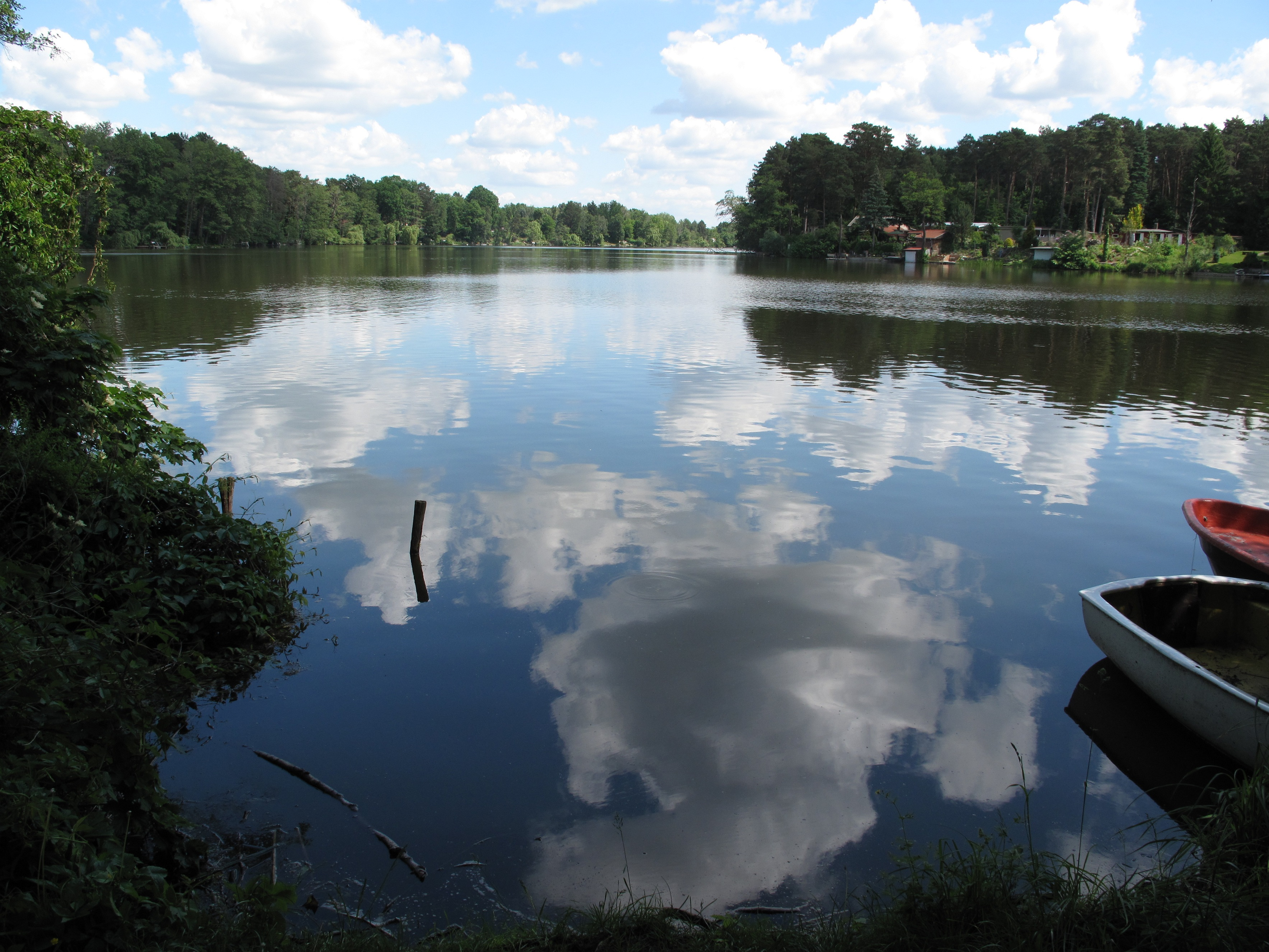
Blick vom Westufer nach Nordost

Der See wurde, soweit bekannt, erstmals 1574 im Erbregister von Rüdersdorf als Der Öls Sehe schriftlich erwähnt. Im gleichen Register ist er 1652 als der Ölß See verzeichnet. In der General-Designation und Beschreibung aller in der Chur Mark und incorporierten Landen belegenen und oder dieselbe berührenden Gewäßer, als Flüße, Fließe, Lücher, Bachen, Canale, Graben, Seen, Pfühle, Teiche […] usw. wird er 1745 der Eltzer und im Urmesstischblatt 1843 in Getrenntschreibung mit seinem heutigen Namen Elsen See genannt. Mit der identischen Grundform war bereits 1471 im Landbuch des Zisterzienser Klosters Zinna ein Bach mit auf dem Olsenschen flies angegeben. Das Brandenburgische Namenbuch führt diesen Eintrag unter Elsenfließ und gibt als Lage Bach bei Kagel an. Da dieses Elsenfließ mit dem gleichen Bezug auf 1471 an anderer Stelle zwei Kilometer westlich von Kagel verortet wird, könnte es sich um einen ehemaligen Namen für das Lichtenower Mühlenfließ handeln, soweit nicht ein inzwischen versiegter Bachlauf gemeint ist.
Etymologisch ergibt sich die Besonderheit, dass der auf die slawische Siedlungszeit zurückgehende ursprüngliche Name im Deutschen zu Else gestellt wurde, was zufälligerweise der Etymologie entspricht. Die altsorbische Grundform Ol'š- wird als Beziehungsadjektiv von Ol'ša = Erle gedeutet. Dieser Name wurde eingedeutscht. Während also die in Brandenburg besonders häufigen Namen wie Elsbruch, Elslake, Elsenfließ usw. in der Regel auf das niederdeutsche Els, gleichfalls für Erle, zurückgehen, stammt der Name des Elsensees aus dem Slawischen. Vermutungen, das deutsche Els sei aus dem slawischen Ol'ša (auch polnisch olsza für Erle) entlehnt worden, haben sich laut Jürgen Kunze nicht bestätigt, da die deutsche Grundform bereits in älteren germanischen Sprachstufen nachgewiesen werden konnte.

### Klosterbesitz
Wie sämtliche Grünheider Seen und Gebiete war auch der Elsensee von der Mitte des 13. Jahrhunderts bis zur Säkularisation sehr wahrscheinlich im Besitz des bei Jüterbog gelegenen Klosters Zinna. Kagel machten die Zisterziensermönche zu einer Art Stützpunkt und bauten am Ufer des Baberowsees ein sogenanntes Feldkloster. Mit ihren großräumigen wasserwirtschaftlichen und wasserbaulichen Maßnahmen, die den Bau zahlreicher Wassermühlen an den Fließen und Seeabläufen einschlossen, trugen die Mönche erheblich zur Entwicklung und Aufsiedlung der Mark während der Deutschen Ostsiedlung bei. Über den sogenannten Kageler „Seenpass“ zwischen dem Baberow- und Bauernsee und über den „Löcknitzpass“ in Liebenberg verlief die Handelsstraße von Berlin nach Lebus und Frankfurt/Oder.